# Pot-au-feu
A pot-au-feu (magyaros kiejtése kb. „potofő”) egy tradicionális francia egytálétel, amelyet marhahúsból és zöldségekből főznek húsleves-szerűen, bouquet-garni, só, bors, szerecsendió és szegfűszeg hozzáadásával. A húst és a zöldségeket kevés levessel tálalják reszelt tormával, ecetes gyöngyhagymával, csemegeuborkával és mustárral.

## Története
Bár magát az edényt, amelyben az étel készül és amelyet a tűz fölé lógatva használtak, már a 11. században is "pot"-nak hívták, magának az ételnek az első írásos említése Madame de Sévigné leveleiben található 1673-ból. Állítólag IV. Henrik 1600-ban kijelentette, hogy "Nem akarok olyan szegény parasztot az országomban, aki ne engedhetne meg magának hogy tyúkot (Poule au pot) főzzön vasárnap". A poule-au-pot tradicionálisnak tartott receptje nagyon hasonlít a pot-au-feu ma ismert és elterjedt elkészítésére.

## Elkészítése
Tradicionálisan marha-fartőből, farokból és csontos lábszárból készítik, de nyak, szegy és más, főzésre alkalmas húsrész is felhasználható. A húst megmossák, leforrázzák, majd újbóli mosás után, tiszta, hideg vízben kezdik el főzni sóval, borssal, félbevágott és szegfűszeggel tűzött vöröshagymával, bouquet garni-val és szerecsendióval fűszerezve. 2,5 óra főzés után lezsírozzák és hozzáadják a megtisztított, de egészben hagyott burgonyát, sárgarépát, karórépát, szárzellert, negyedekre vágott zellergumót, néhol káposztát, paszternákot és a póréhagyma fehér részét. További 45 perc főzés után egy előmelegített tálra kiszedik a zöldségeket és a húst, majd kevés levet mernek rá és friss tormát reszelnek a tetejére. Savanyított zöldségeket, ecetes gyöngyhagymát, csemegeuborkát, további reszelt tormát és dijoni mustárt kínálnak hozzá.